# Біронівщина
Біронівщина, або біронщина — режим у Російській імперії, названий за іменем фаворита цариці Анни Іоанівни — Ернста-Йоганна фон Бірона (1690—1772), в руках якого фактично була зосереджена вся влада в країні. Анна Іванівна оточила себе німцями-авантюристами, очолюваними Біроном, які, перебуваючи на державних посадах, займались шпигунством, хабарництвом, казнокрадством і грабуванням населення. Ставленики Бірона заволоділи багатьма маєтками в Україні. Під час «біронівщини» ще більше посилився феодально-кріпосницький гніт, збільшились податки. У відповідь на це відбулося багато селянських повстань. Засилля кліки Бірона викликало гостре невдоволення серед російського дворянства. «Біронівщина» закінчилася після смерті Анни Іванівни (1740).